# Lijst van voetbalinterlands Grenada - Jamaica
Deze lijst van voetbalinterlands is een overzicht van alle officiële voetbalwedstrijden tussen de nationale teams van Grenada en Jamaica. De landen speelden tot op heden dertien keer tegen elkaar. De eerste ontmoeting, een wedstrijd tijdens de Caribbean Cup 1997, werd gespeeld in Saint John's (Antigua en Barbuda) op 4 juli 1997. Het laatste duel, een wedstrijd tijdens de CONCACAF Nations League 2023/24, vond plaats op 12 oktober 2023 in Saint George's.

## Wedstrijden
| №  | Plaats         | Datum            | Competitie                          | Wedstrijd         | Uitslag |
| -- | -------------- | ---------------- | ----------------------------------- | ----------------- | ------- |
| 1  | Saint John's   | 4 juli 1997      | Caribbean Cup 1997                  | Grenada − Jamaica | 1 − 2   |
| 2  | Saint John's   | 13 juli 1997     | Caribbean Cup 1997                  | Jamaica − Grenada | 4 − 1   |
| 3  | Port of Spain  | 7 juni 1999      | Caribbean Cup 1999                  | Jamaica − Grenada | 2 − 1   |
| 4  | Saint George's | 1 augustus 2001  | Vriendschappelijk                   | Grenada − Jamaica | 2 − 0   |
| 5  | Saint George's | 2 augustus 2002  | Vriendschappelijk                   | Grenada − Jamaica | 0 − 1   |
| 6  | Saint George's | 13 november 2002 | CONCACAF Gold Cup 2003 kwalificatie | Jamaica − Grenada | 4 − 1   |
| 7  | Saint George's | 10 juni 2008     | Vriendschappelijk                   | Grenada − Jamaica | 2 − 1   |
| 8  | Montego Bay    | 5 december 2008  | Caribbean Cup 2008                  | Jamaica − Grenada | 4 − 0   |
| 9  | Kingston       | 14 december 2008 | Caribbean Cup 2008                  | Jamaica − Grenada | 2 − 0   |
| 10 | Fort-de-France | 3 december 2010  | Caribbean Cup 2010                  | Jamaica − Grenada | 2 − 1   |
| 11 | Carson         | 6 juni 2011      | CONCACAF Gold Cup 2011              | Jamaica − Grenada | 4 − 0   |
| 12 | Saint George's | 18 augustus 2018 | Vriendschappelijk                   | Grenada − Jamaica | 1 − 5   |
| 13 | Saint George's | 12 oktober 2023  | CONCACAF Nations League 2023/24     | Grenada − Jamaica | 1 − 4   |

## Samenvatting
| Competitie                     | Totaal gespeeld | Winst Grenada | Gelijk | Winst Jamaica | Doelsaldo Grenada – Jamaica |
| ------------------------------ | --------------- | ------------- | ------ | ------------- | --------------------------- |
| CONCACAF Gold Cup              | 1               | 0             | 0      | 1             | 0 − 4                       |
| CONCACAF Gold Cup-kwalificatie | 1               | 0             | 0      | 1             | 1 − 4                       |
| CONCACAF Nations League        | 1               | 0             | 0      | 1             | 1 − 4                       |
| Caribbean Cup                  | 6               | 0             | 1      | 5             | 4 − 15                      |
| Vriendschappelijk              | 4               | 2             | 0      | 2             | 5 − 7                       |
| Totaal                         | 13              | 2             | 1      | 10            | 11 − 34                     |

Wedstrijden bepaald door strafschoppen worden, in lijn met de FIFA, als een gelijkspel gerekend.
GFA · A-internationals · Bondscoaches · Statistieken · Grenediaans vrouwenelftal · Olympisch elftal
1978 – 1989 · 
1990 – 1999 · 
2000 – 2009 · 
2010 – 2019 ·
2020 − 2029
CGC 2009 · 
CGC 2011 ·
CGC 2021
Amerikaanse Maagdeneilanden ·
Andorra ·
Anguilla ·
Antigua en Barbuda ·
Aruba ·
Barbados ·
Belize ·
Bermuda ·
Britse Maagdeneilanden ·
Costa Rica ·
Cuba ·
Curaçao ·
Dominica ·
El Salvador ·
Gibraltar ·
Guatemala ·
Guyana ·
Haïti ·
Honduras ·
Jamaica ·
Kaaimaneilanden ·
Montserrat ·
Nederlandse Antillen ·
Noorwegen ·
Panama ·
Puerto Rico ·
Qatar ·
Rusland ·
Saint Kitts en Nevis ·
Saint Lucia ·
Saint Vincent en de Grenadines ·
Suriname ·
Taiwan ·
Trinidad en Tobago ·
Verenigde Staten
JFF · A-internationals · Bondscoaches · Selecties · Statistieken · Jamaicaans vrouwenelftal · Olympisch elftal · Jamaica U21 · Jamaica U19 · Jamaica U17
1920 – 1959 · 
1960 – 1969 · 
1970 – 1979 · 
1980 – 1989 · 
1990 – 1999 · 
2000 – 2009 · 
2010 – 2019 · 
2020 – 2029
Gold Cup 1991 · 
Gold Cup 1993 · 
Gold Cup 1998 · 
Gold Cup 2000 · 
Gold Cup 2003 · 
Gold Cup 2005 · 
Gold Cup 2009 · 
Gold Cup 2011 · 
Gold Cup 2015
Copa América 2015
WK 1998
1925 · 
1926 · 
1927–1929 · 
1930 · 
1931 · 
1932 · 
1933–1934 · 
1935 · 
1936 · 
1937 · 
1938 · 
1939–1946 · 
1947 · 
1948 · 
1949 · 
1950 · 
1951 · 
1952 · 
1953 · 
1954–1956 · 
1957 · 
1958 · 
1959 · 
1960 · 
1961 · 
1962 · 
1963 · 
1964 · 
1965 · 
1966 · 
1967 · 
1968 · 
1969 · 
1970 · 
1971 · 
1972 · 
1973 · 
1974 · 
1975 · 
1976 · 
1977 · 
1978 · 
1979 · 
1980 · 
1981 · 
1982 · 
1983 · 
1984 · 
1985 · 
1986 · 
1987 · 
1988 · 
1989 · 
1990 · 
1991 · 
1992 · 
1993 · 
1994 · 
1995 · 
1996 · 
1997 · 
1998 · 
1999 · 
2000 · 
2001 · 
2002 · 
2003 · 
2004 · 
2005 · 
2006 · 
2007 · 
2008 · 
2009 · 
2010 · 
2011 · 
2012 · 
2013 · 
2014 · 
2015 · 
2016 ·
2017 ·
2018 ·
2019 ·
2020 ·
2021 ·
2022 ·
2023 ·
2024
Amerikaanse Maagdeneilanden ·
Antigua en Barbuda ·
Argentinië ·
Aruba ·
Australië ·
Bahama's ·
Barbados ·
Bermuda ·
Bolivia ·
Brazilië ·
Britse Maagdeneilanden ·
Bulgarije ·
Canada ·
Chili ·
China ·
Colombia ·
Costa Rica ·
Cuba ·
Curaçao ·
Dominica ·
Dominicaanse Republiek ·
Ecuador ·
Egypte ·
El Salvador ·
Engeland ·
Frankrijk ·
Ghana ·
Grenada ·
Guatemala ·
Guyana ·
Haïti ·
Honduras ·
Ierland ·
India ·
Indonesië ·
Iran ·
Japan ·
Jordanië ·
Kaaimaneilanden ·
Kameroen ·
Kroatië ·
Maleisië ·
Marokko ·
Mexico ·
Nederlandse Antillen ·
Nicaragua ·
Nieuw-Zeeland ·
Nigeria ·
Noord-Macedonië ·
Noorwegen ·
Panama ·
Paraguay ·
Peru ·
Puerto Rico ·
Qatar ·
Saint Kitts en Nevis ·
Saint Lucia ·
Saint Vincent en de Grenadines ·
Saoedi-Arabië ·
Servië ·
Suriname ·
Trinidad en Tobago ·
Uruguay ·
Venezuela ·
Verenigde Staten ·
Vietnam ·
Wales ·
Zambia ·
Zuid-Afrika ·
Zuid-Korea ·
Zweden ·
Zwitserland